# Trần Trọng Kim
Trần Trọng Kim (en caractères 陳仲金), nom de plume Lệ Thần, né en 1883 et mort le 2 décembre 1953, est un enseignant, chercheur et homme politique vietnamien, premier ministre de l'éphémère gouvernement vietnamien pro-japonais de 1945.

## Biographie
Né au début de la colonisation française, Trần Trọng Kim travaille d'abord en qualité d'interprète, puis remporte en 1908 une bourse de l'École Coloniale, ce qui lui permet de suivre une formation à l'École Normale d'instituteurs de Melun. Revenu en Indochine, il est d'abord instituteur en Annam, puis inspecteur de l'éducation nationale au Tonkin. Il publie des études remarquées sur la culture des lettrés, le bouddhisme et l'histoire du Viêt Nam.
Pendant la Seconde Guerre mondiale, il fréquente les milieux nationalistes vietnamiens qui voient dans le Japon impérial un potentiel libérateur de l'Asie. Jugé suspect par les autorités vichystes, il fait partie des militants nationalistes arrêtés à l'automne 1943. Les Japonais l'exfiltrent ensuite à Singapour, puis en Thaïlande, en compagnie d'autres sympathisants. 
Au début de l'année 1945, après le coup de force du 9 mars, le Japon prend le contrôle de l'Indochine. Ngô Đình Diệm, un temps pressenti pour être le chef du gouvernement de l'Empire du Viêt Nam indépendant, s'étant récusé, c'est sur Trần Trọng Kim que se porte le choix des Japonais. Ramené en Indochine par les occupants, ce dernier forme une équipe ministérielle, sous l'autorité de l'empereur Bảo Đại. 
Son gouvernement, formé d'intellectuels et de techniciens de renom, est formé le 17 avril 1945. Cependant, son gouvernement qui n'a guère de moyens, est confronté à une situation catastrophique engendrée par les conséquences d'une atroce famine qui a débuté en octobre 1944 dans le Nord du pays. Néanmoins, en quatre mois d'existence, sous son impulsion, son gouvernement a entrepris une réforme fiscale, puis de "vietnamiser" presque toutes les institutions de l'époque coloniale et enfin de réaliser l'unification territoriale du Viêt-Nam. Un effort particulier fut fait pour organiser et rallier la jeunesse. 
Le 12 juin 1945, le gouvernement renomma officiellement le pays en Empire du Viêt-Nam (Đế quốc Việt Nam) adoptant comme hymne national la marche « Đăng đàn cung » et se dotant qu'un nouveau drapeau national représentant l'hexagramme du feu en rouge sur un fond jaune impérial. La devise du pays fut celle de l'empereur lui-même "Le peuple avant tout" (Dân vi quý).

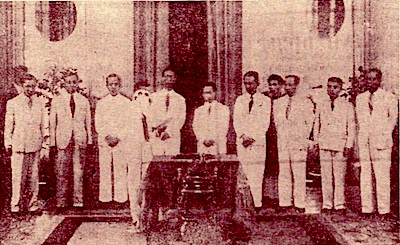
Les membres du cabinet Trần Trọng Kim pendant la période de l'Empire du Viêt-Nam (avril-août 1945). De gauche à droite : Hoàng Xuân Hãn, Hồ Tá Khanh, Trịnh Đình Thảo, Trần Trọng Kim (caché par le micro), Vũ Ngọc Anh, Trần Văn Chương, Trần Đình Nam, Vũ Văn Hiền, Phan Anh, Nguyễn Hữu Thi (20/5/1945).

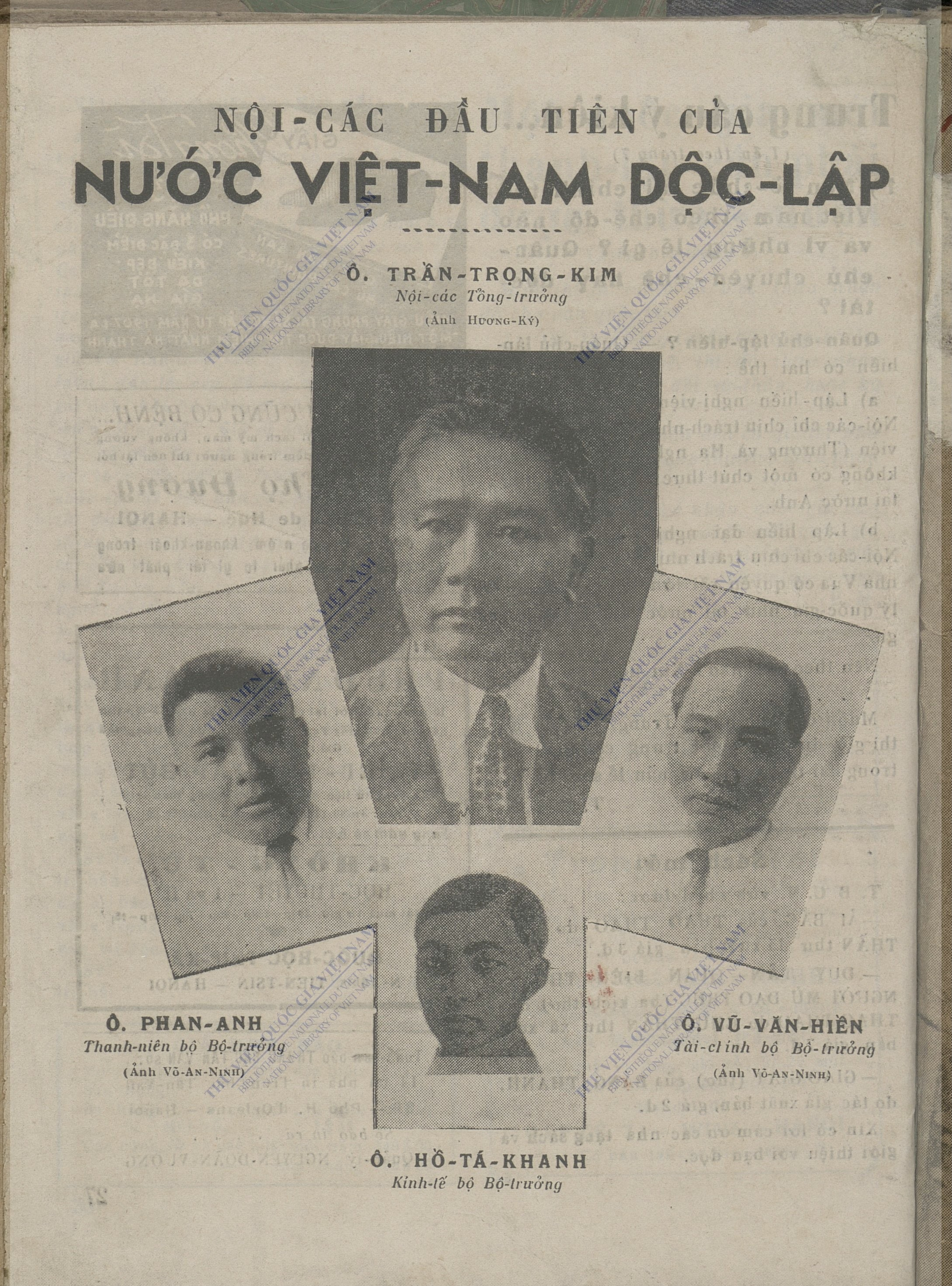
Le premier cabinet du Viêt-Nam indépendant de 1945 (sous occupation japonaise).

Début août, le gouvernement de Trần Trọng Kim, dépassé par la situation alors que les Japonais sont en pleine déroute, présente sa démission. Le 17 août, le premier ministre démissionnaire tente de préserver l'indépendance du pays proclamée en mars en formant un « Comité de rassemblement patriotique », qui s'avère « évanescent ». Dans les jours qui suivent (du 19 au 25 août), le Việt Minh communiste, dirigé par Hô Chi Minh, prend le contrôle du Nord puis du Sud du pays au cours de la révolution d'août. L'empereur Bảo Đại abdique et donne lecture du dernier rescrit impérial le 25 août.
Après la chute de son gouvernement, Trần Trọng Kim reprend ses fonctions d'enseignant. En octobre 1953, quelques semaines avant sa mort, il préside le congrès de Saïgon au cours duquel les délégués, issus de la classe politique de l'État du Viêt Nam, exigent l'indépendance totale de leur pays et son départ de l'Union française.

## Œuvres
Avant 1945, Trần Trọng Kim publia des ouvrages importants dans les domaines de l'histoire, la littérature, la religion, la cosmologie ou la culture vietnamienne. Son ouvrage Việt Nam sử lược (Précis d'histoire du Viêt-Nam) est considéré comme la première synthèse historique sur le Viêt-Nam (des origines à la colonisation) écrite et publiée en alphabet romanisé (chữ quốc ngữ), rééditée de nombreuses fois jusqu'à aujourd'hui.
- Sơ học luận lý (1914)
- Vương Dương Minh (1914)
- Luân lý giáo khoa thư (1916)
- Sư phạm khoa yếu lược (1916)
- Sơ học An Nam sử lược (1917)
- Sư phạm yếu lược (1918)
- Việt Nam sử lược (1920)
- Truyện Thúy Kiều chú giải (1925)

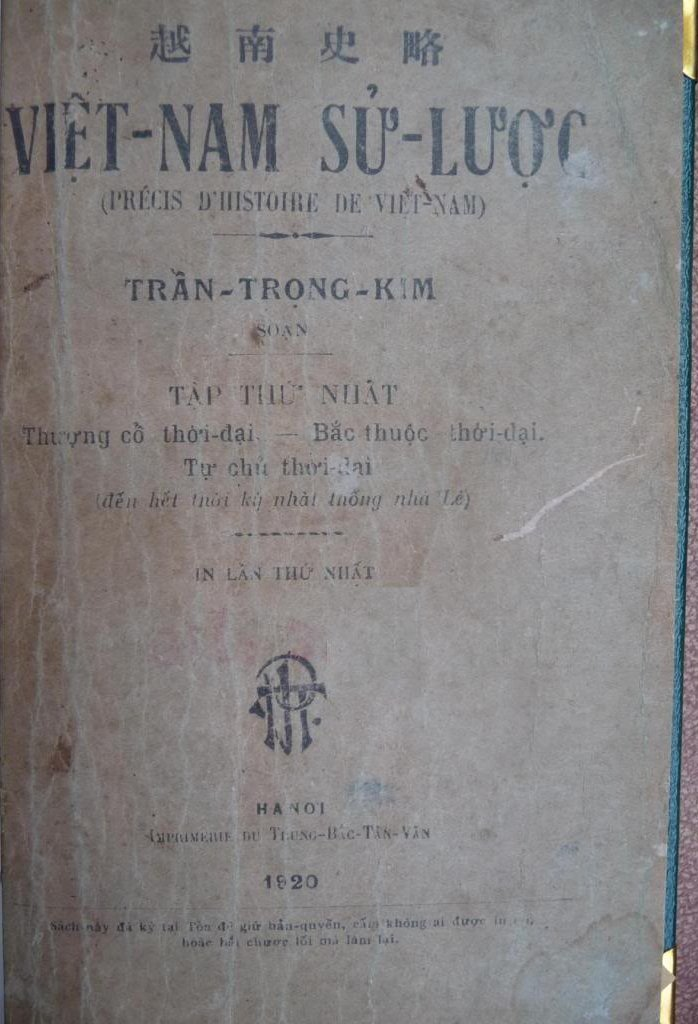
Le Précis d'histoire du Viêt-Nam de l'historien Trân Trong Kim, première édition en 1920.

- 47 điều giáo hóa triều Lê (traduit en français - 1928)
- Nho giáo (3 tomes, 1930-32)
- Vương Dương Minh (1934)
- Phật giáo thuở xưa và Phật giáo ngày nay (1938)
- Phật Lục (1940)
- Quan niệm về nhân sinh, Vũ trụ đại quan (1943)
- Quốc văn giáo khoa thư, 3 tomes : lớp Đồng ấu, Dự bị, và Sơ đẳng (co-écrit avec Nguyễn Văn Ngọc, Đặng Đình Phúc, Đỗ Thận; illustrations de Nam Sơn Nguyễn Văn Thọ)
- Việt Nam văn phạm (co-écrit avec Bùi Kỷ, Phạm Duy Khiêm) (1941)
- Một cơn gió bụi: hồi ký, écrit en 1949. Mémoires publiés pour la première fois à Saigon en 1969.

- Couvertures d'ouvrages de Trần Trọng Kim.